# 栃木県道・群馬県道8号足利館林線
栃木県道・群馬県道8号足利館林線（とちぎけんどう・ぐんまけんどう8ごう あしかがたてばやしせん）は、栃木県足利市から群馬県館林市に至る県道（主要地方道）である。

## 概要
栃木県南西部の都市・足利市市街地から群馬県南東部の都市・館林市の市街地郊外を南北に連絡する、延長およそ12kmの路線である。途中の足利市福富町から足利市野田町までの区間は渡良瀬川の南岸を通過している。（ただし堤防上を通るために道路幅は広いとは言えず、途中にアップダウンも存在する）
終点の大街道二丁目交差点では群馬県道2号前橋館林線および間接的に国道122号と接続しており、県道2号をさらに東へ走行すると館林市市街地へ至る。

### 路線データ
- 総延長 : 12.0654 km（栃木県区間 : 9.368 km[1]、群馬県区間 : 2.6974 km[2]）
- 実延長 : 12.0654 km（栃木県区間 : 9.368 km[1]、群馬県区間 : 2.6974 km[2]）
- 起点 : 栃木県足利市伊勢南町（田中橋北交差点＝国道293号交点）
- 終点 : 群馬県館林市大街道2丁目/北成島町（大街道二丁目交差点＝群馬県道2号前橋館林線交点）

## 歴史
- 1954年（昭和29年）8月10日 - 群馬県区間が認定される[2]。
- 1962年（昭和37年）8月10日 - 栃木県区間が認定される[1]。
- 1993年（平成5年）5月11日 - 建設省から、県道足利館林線が足利館林線として主要地方道に指定される[3]。

## 路線状況

### 通称
- 日光例幣使街道（足利市梁田町地内の一部区間）

### 重複区間
- 栃木県道40号足利環状線（足利市山川町・毛野南小学校西交差点 - 福富町・福富町交差点）
- 栃木県道20号足利邑楽行田線・栃木県道128号佐野太田線（足利市野田町・川崎橋南交差点 - 梁田町）

### 野田バイパス
足利市野田町地内（川崎橋南交差点 - 瑞穂野町交差点の区間）には5連続の急カーブが存在し、カーブのある区間の前後に注意を促す看板がある。見通しが悪く道幅が狭いため、大型車は館林方面からこの区間に進入できない。また、渡良瀬川に架かる福猿橋付近にも急カーブがあり線形は良くない。
2012年7月に野田町地内の急カーブおよび見通しの悪い区間を迂回するバイパス（計画名は「野田バイパス」）が開通した。バイパスは足利市梁田町（川崎橋南側）に位置する栃木県道20号足利邑楽行田線と栃木県道128号佐野太田線の分岐点から東進し、同市野田町で本道に接続する。バイパスの開通により、県道20号・128号の分岐点はT字路から十字路となり信号機が設置され、川崎橋南交差点と同分岐点を結ぶ茂木高架橋は、県道8号・20号・128号の3路線が重複する区間となった。
これにより5連続の急カーブが存在する区間は市道に降格し、現在は茂木高架橋と野田バイパスを経由する区間のみが県道8号に指定されている。

### 交差する河川
- 名称不明（東興橋、足利市常盤町 - 宮北町/寿町）
- 袋川（宮沢橋、足利市宮北町）
- 袋川（袋川橋、足利市山川町/常見町1丁目 - 猿田町）
- 渡良瀬川（福猿橋、足利市猿田町 - 福富町）
- 矢場川（落合橋、足利市瑞穂野町 - 館林市木戸町）
- 名称不明（正神橋、館林市木戸町）
- 名称不明（広内橋、館林市木戸町 - 高根町）

## 地理

### 通過する自治体
- 栃木県
  - 足利市
- 群馬県
  - 館林市

### 交差する道路
交差する道路の特記がないものは市道である。
| 交差する道路                           | 交差する道路                                   | 交差点名 | 交差点名       |
| -------------------------------------- | ---------------------------------------------- | -------- | -------------- |
| 国道293号 鹿沼・足利市街方面           |                                                |          |                |
|                                        | 国道293号 トリコット通り                       | 足利市   | 田中橋北       |
| 栃木県道40号足利環状線                 | -（屈折）                                      | 足利市   | 毛野南小学校西 |
| -                                      | 栃木県道40号足利環状線                         | 足利市   | 福富町         |
| 栃木県道128号佐野太田線 日光例幣使街道 | -（屈折）                                      | 足利市   | 川崎橋南       |
| -（屈折）                              | 栃木県道20号足利邑楽行田線 県道128号佐野太田線 | 足利市   | （梁田町地内） |
|                                        | 栃木県道148号野田多々良停車場線                | 足利市   | （野田町地内） |
| 国道50号（足利バイパス）               | 国道50号（足利バイパス）                       | 足利市   | 瑞穂野町       |
| 群馬県道2号前橋館林線                  | -                                              | 館林市   | 大街道2丁目    |
| 群馬県道2号前橋館林線 館林市街方面     |                                                |          |                |

### 沿線にある施設など
- 渡良瀬運動公園（足利市伊勢南町/岩井町）
- 足利税務署（足利市伊勢町4丁目）
- 栃木県庁足利庁舎（足利市伊勢町4丁目）
- 足利警察署（足利市千歳町）
- 足利市立桜小学校（足利市千歳町）
- 市営千歳団地（足利市千歳町）
- 足利市立第三中学校（足利市常盤町）
- 足利市立毛野南小学校（足利市常見町1丁目）
- 足利市東部クリーンセンター（足利市山川町）
- 足利トラックセンター（足利市野田町）
- 足利市南部クリーンセンター（足利市野田町）
- つつじの住宅団地（館林市高根町）

## ギャラリー

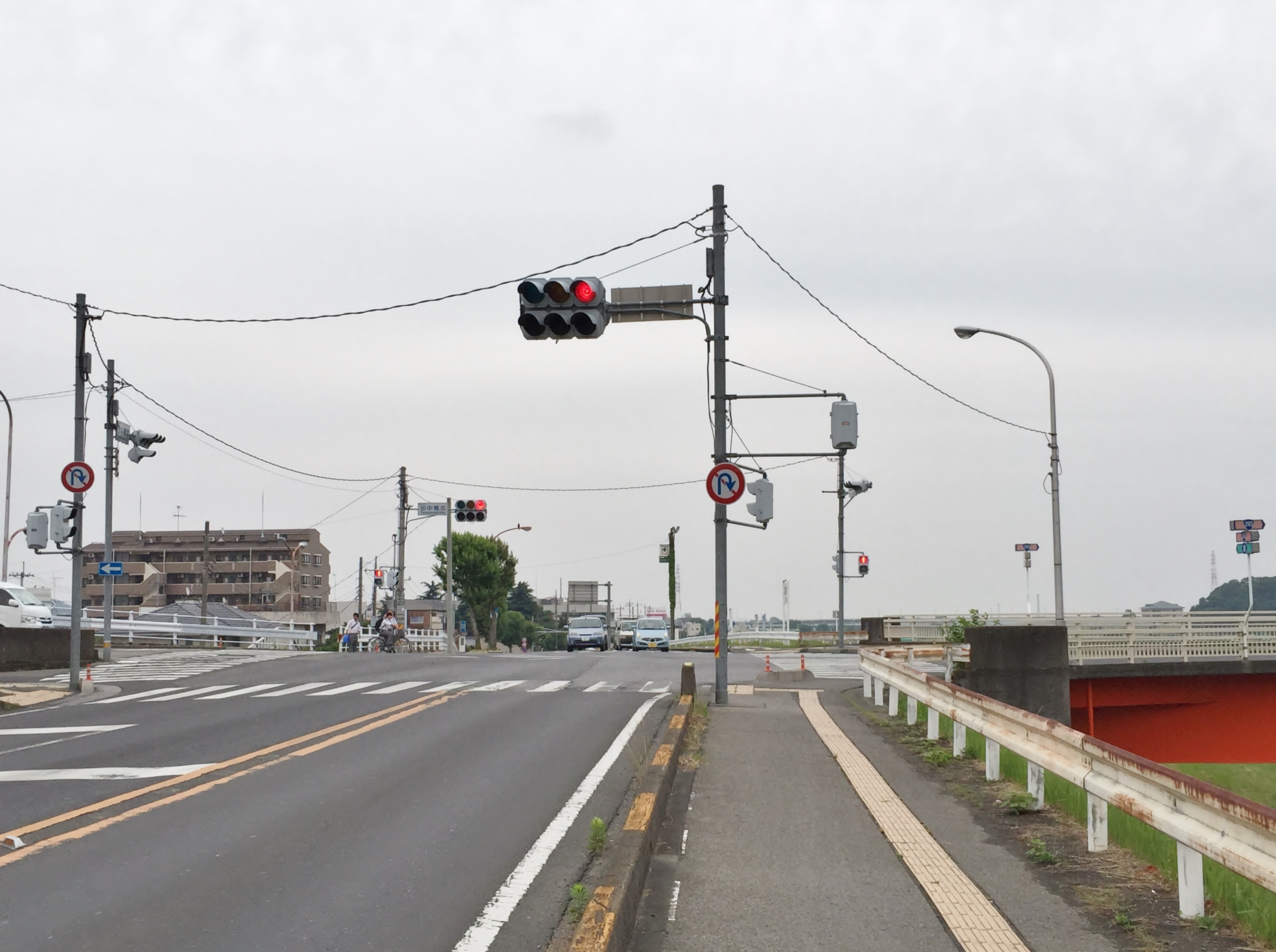
足利市・田中橋北交差点 （起点、2015年6月） ↑（東）方向が県道8号、→（南・田中橋）↓（西）が国道293号、←（北）が市道（至足利駅南口）である。
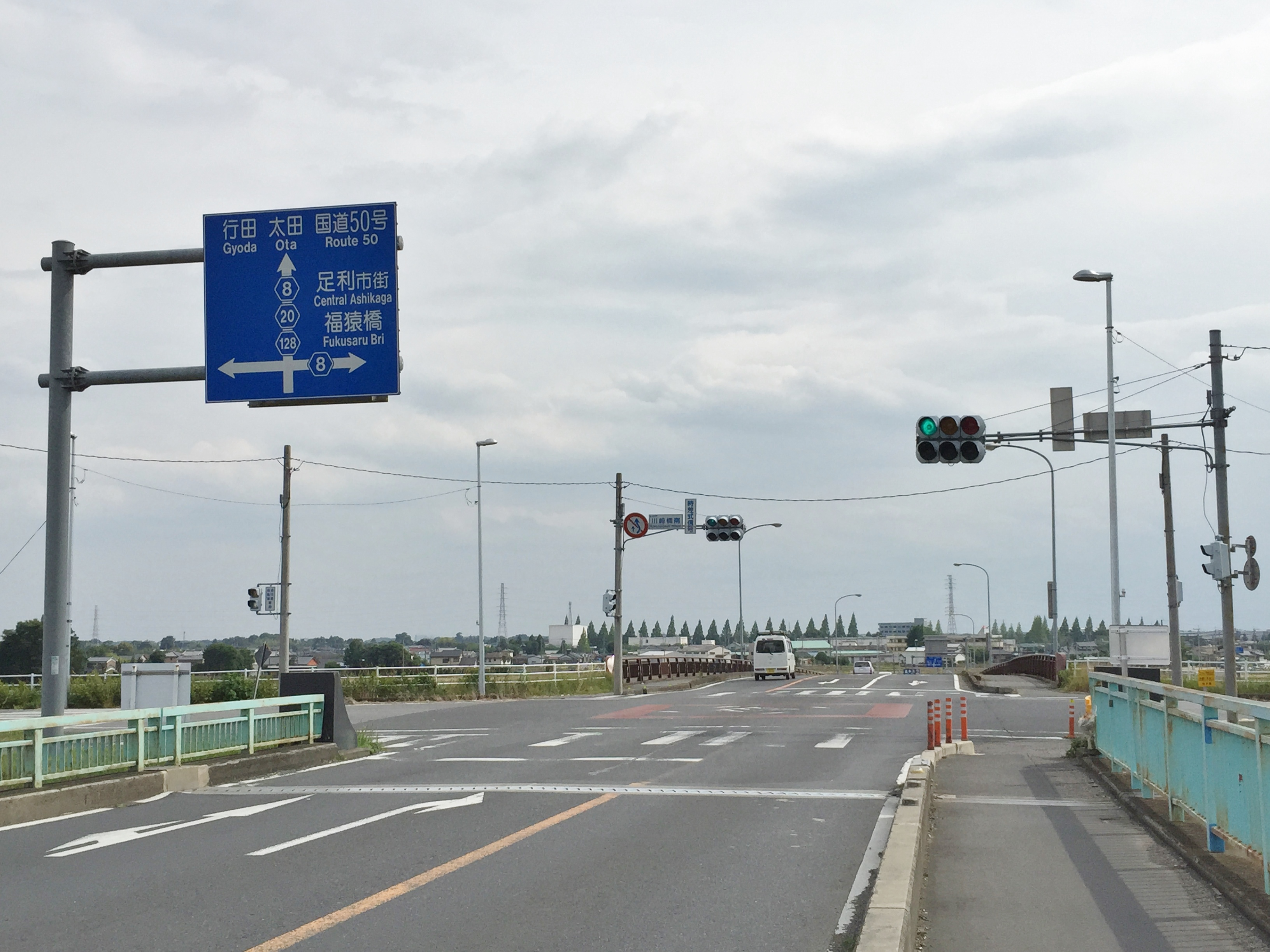
足利市・川崎橋南交差点（2015年6月） →（西）方向が県道8号（至起点）、↑（南・茂木高架橋）が8号（至終点）・20号・128号、←（東）が市道・8号旧道（至終点）、↓（北・川崎橋）が128号である。
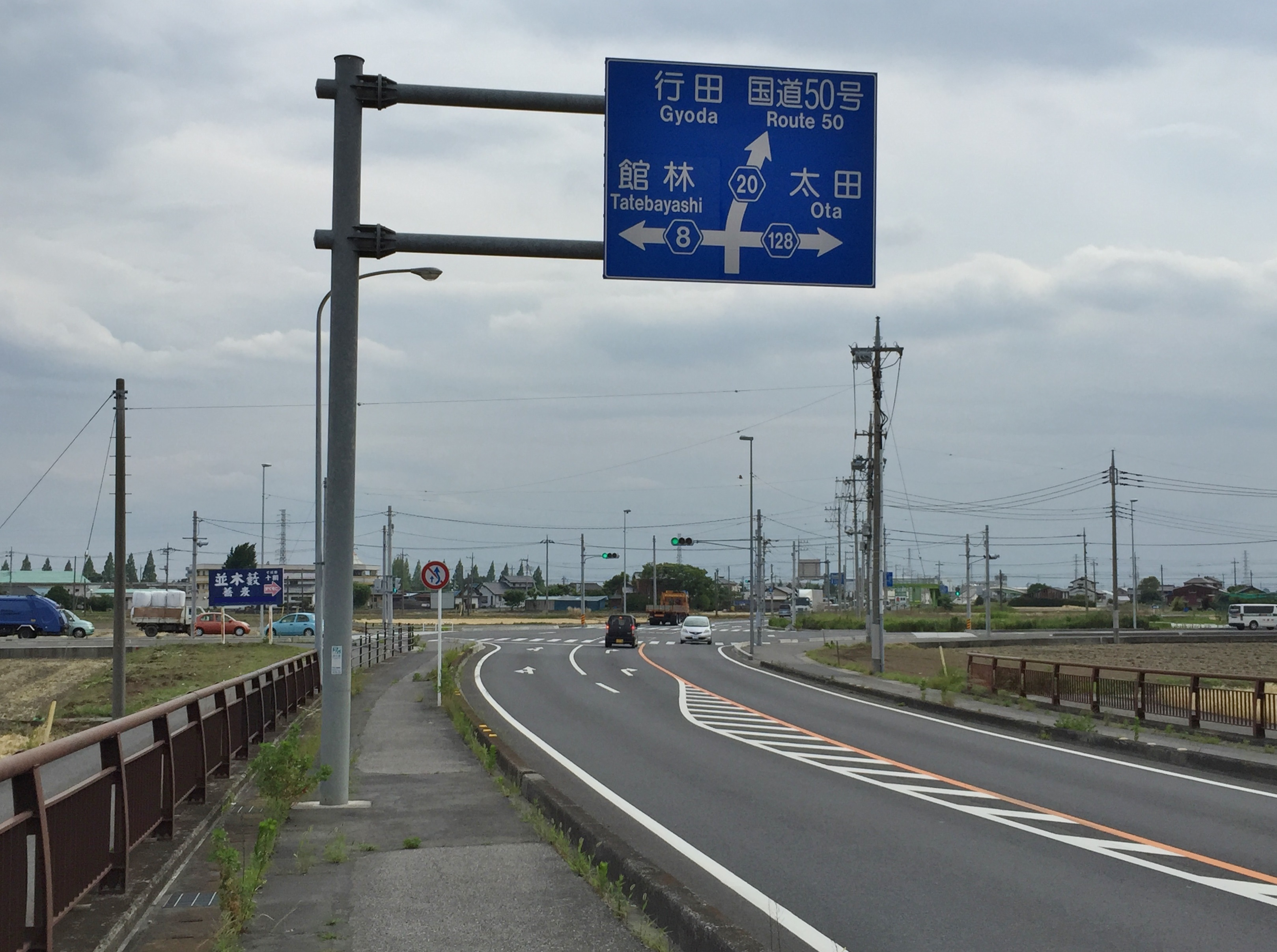
足利市・茂木高架橋（2015年6月） 終点（館林）方向を望む。奥に見えるのが梁田町の十字路交差点であり、県道8号（野田バイパス）は交差点を左折する。
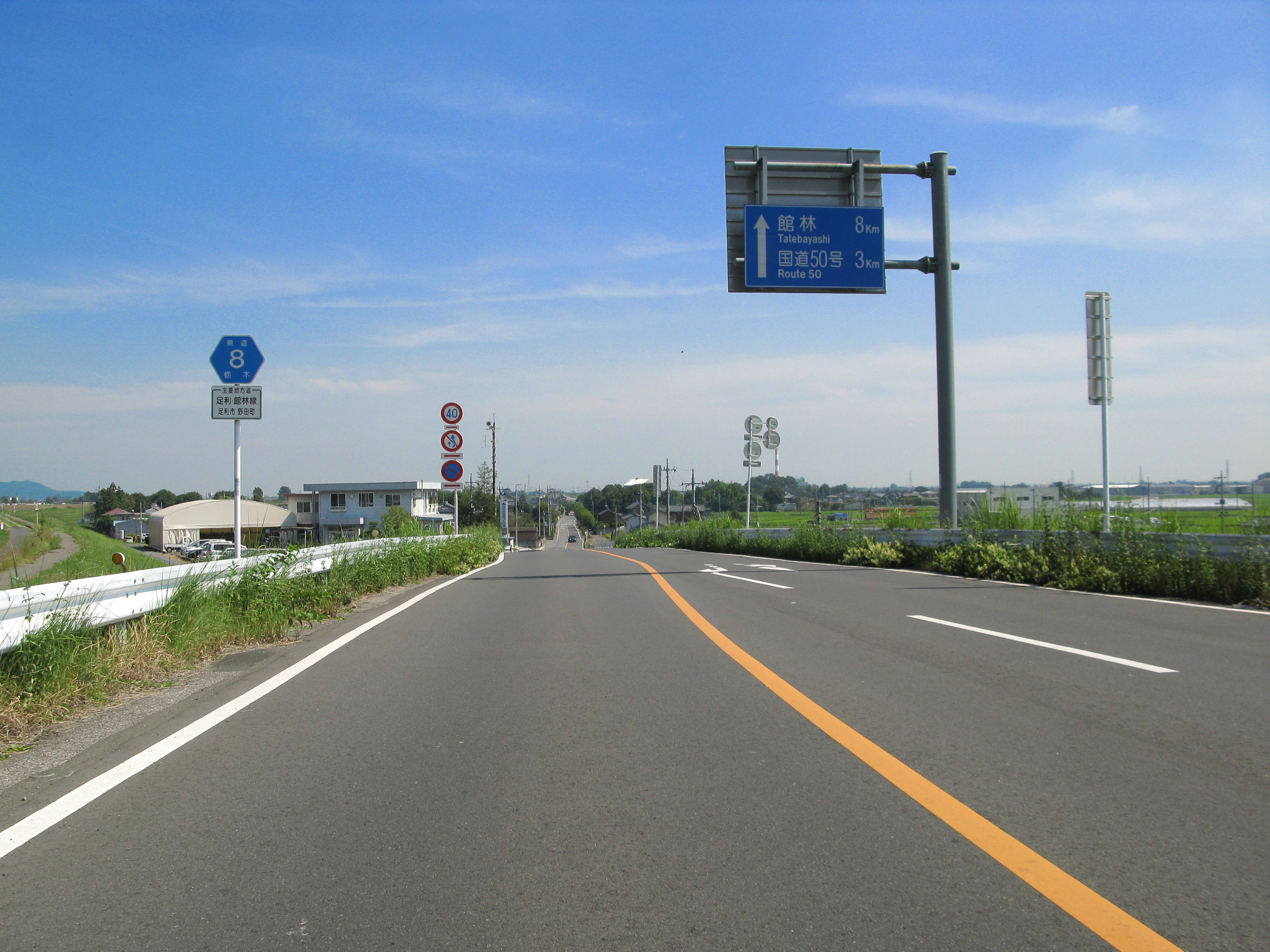
足利市野田町（旧道、2012年9月） 川崎橋南交差点から東方向を望む。
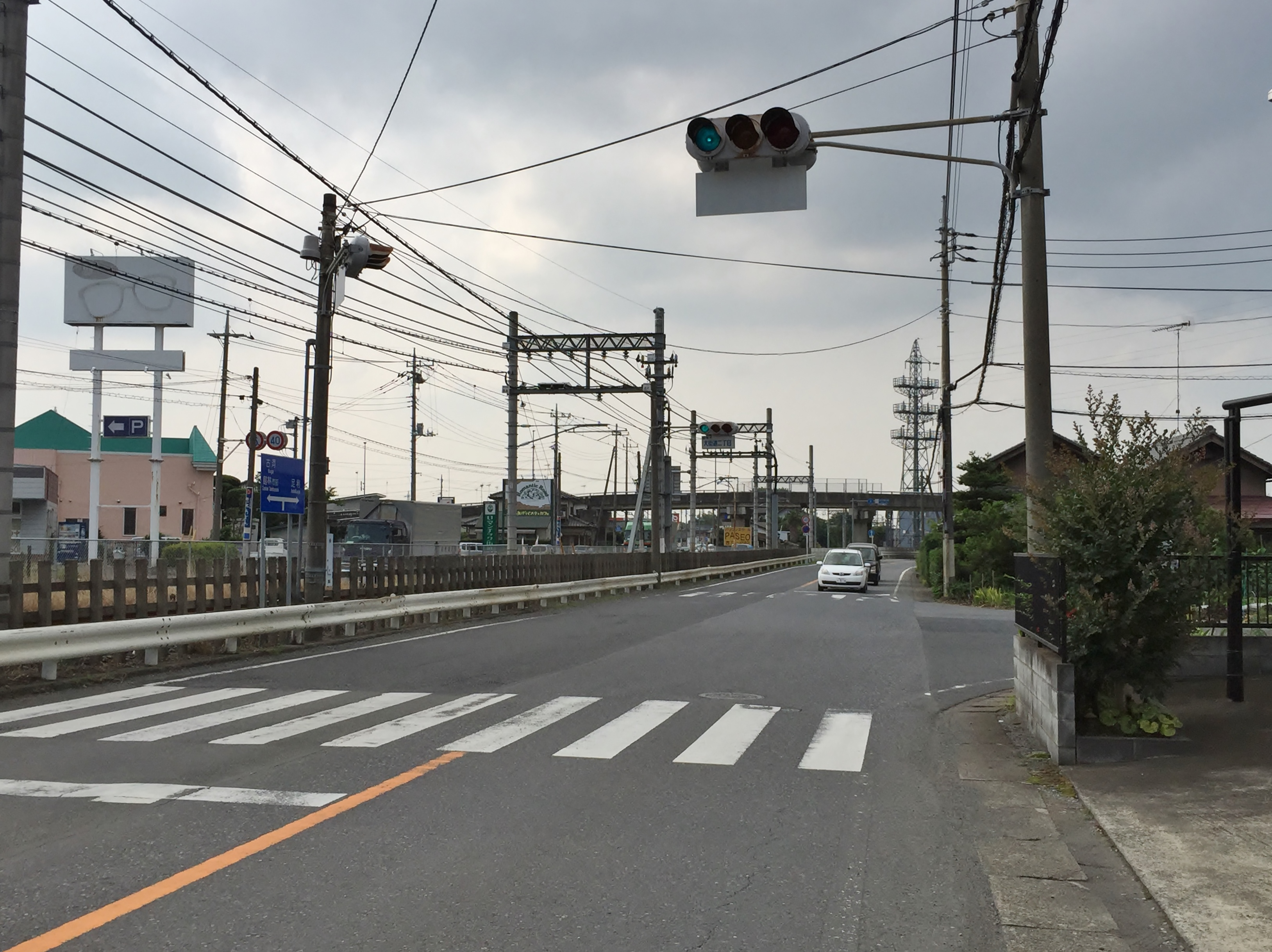
館林市・大街道二丁目交差点 （終点、2015年6月） ↑方向が県道8号、→が県道2号（至邑楽町、高根跨線橋）、↓が県道2号（至館林市街）である。左手には東武伊勢崎線、奥には高根跨線橋（県道2号）が見える。